# 걸스! 걸스! 걸스!
걸스! 걸스! 걸스!(Girls! Girls! Girls!)는 미국에서 제작된 노먼 터로그 감독의 1962년 영화이다. 엘비스 프레슬리 등이 주연으로 출연하였고 할 B. 월리스 등이 제작에 참여하였다.

## 출연

### 주연
- 엘비스 프레슬리
- 스텔라 스티븐스

### 조연
- 제레미 슬레이트
- 로렐 굿윈
- 벤슨 퐁
- 로버트 스트라우스
- 프랭크 푸글리아
- 비라 쿠오
- 가이 리
- 릴리 발렌티

## 제작진
- 세트: 샘 코머
- 세트: 프랭크 R. 맥켈비
- 의상: 에디스 헤드
- 배역: 에드워드 R. 모스
- Ass-PD: 폴 나단

### Movie reviews
- Review by Jamie Gillies at Apollo Movie Guide

### DVD reviews
- Review of the movie collection "Lights! Camera! Elvis! Collection (King Creole, Blue Hawaii, G.I. Blues, Fun in Acapulco, Roustabout, Girls! Girls! Girls!, Paradise, Hawaiian Style, Easy Come, Easy Go) 보관됨 2012-12-04 - archive.today by Paul Mavis at DVD Talk, August 6, 2007.
- Review by Jon Danziger at digitallyOBSESSED!, February 3, 2003.